# Монтезанто (Ферара)
Монтезанто је насеље у Италији у округу Ферара, региону Емилија-Ромања.
Према процени из 2011. у насељу је живело 301 становника. Насеље се налази на надморској висини од 0 м.